# キセリャク
キセリャク（クロアチア語: Kiseljak,ボスニア語: Kiseljak,セルビア語: Кисељак）はボスニア・ヘルツェゴビナを構成する構成体のうちボスニア・ヘルツェゴビナ連邦中央ボスニア県に属する都市および基礎自治体である。首都サラエヴォの北西、ゼニツァの南に位置しフォイニツァ川、レペニツァ川、クレシェヴカ川などボスナ川支流の低地に位置する。また、ヴィソコ、フォイニツァ、クレシェヴォ、ラコヴィツァからの道路が交わる。

## 歴史
キセリャク周辺に人が住み始めたのは石器時代初期からで、集落の跡が1つはカトリック教会とホテルダルマティア（Hotel Dalmacija）の間にもう一つが郊外のハン・プロツァ村にあった。中世、キセリャク・レプニツァ地域が初めて言及されたのは1244年のことである。オスマン帝国の支配後はすべての区域はオスマンの行政区であるナハイヤ ( ناحية, ,nahiye)となった。キセリャクが単独で初めて言及されるのは1531年のことで、スロベニア人の作家ベネディクト・クリペシチ（Benedict Kuripešić）により言及されている。14世紀にハディ・ウヴェジス（Hadži-Uvejs）が今日のキセリャクの基盤となる町を築き、モスクやキャラバンサライ（隊商宿）、警備所などを造った。これにより多くの旅行者がキセリャクを訪れており、あるフランス人は1806年と1807年にミネラルウォーターについて記録し、オーストリアの地質学者アミ・ブーエは1836年に初めてキセリャクを訪れ、1838年に再訪し水が美味しいことや多くの旅行者が町を訪れていることを記録している。ローマの発見もまた大きく、中世期の多くの墓も発見されている。1908年にウクチェブチ村でイリュリア人の居住地跡が発見され、ビリェラ村でもイリュリア人の居住地跡が残されていた。この他にもローマ時代の建築物などや貨幣が発見され、そのうちの一部はボスニア・ヘルツェゴビナの国立博物館やザグレブの考古学博物館、フォイニツァのフランシスコ会修道院などに収蔵されている。パロス・ウクチェヴチ（Paros Ukućevci）の村はボスニア・ヘルツェゴビナの中でも最大規模の考古学的な場所である。
1991年に入るとキセリャクでは内戦に備えクロアチア人たちが組織化し武器を手に入れた。その後、キセリャクではユーゴスラビア人民軍の犠牲にならずバッラクを手に入れている。組織化された組織はその後組織されたクロアチア防衛評議会で、最初の軍事行動はヤイツェでのスルプスカ共和国に対するものであった。紛争によるキセリャクでの直接的な影響はムスリム勢力とクロアチア勢力との間のものでムスリム勢力は後のボスニア・ヘルツェゴビナ軍である。クロアチア勢力とボシュニャク勢力のキセリャクでの紛争はハン・プロチャ村、カザギチ村、ゴミノニツァ村などで発生し戦いではクロアチア勢力が勝利し、ブゴイノ、コニツではボシュニャク人側が勝利している。

## 地区
Azapovići • Badnje • Behrići • Bilalovac • Bliznice • Boljkovići • Borina • Brizje • Brnjaci • Bukovica • Buzuci • Čalikovac • Čizma • Čubren • Datići • Demići • Devetaci • Doci • Donji Palež • Draževići • Dubrave • Dugo Polje • Duhri • Duke • Gaj • Gojakovac • Gomionica • Gornji Palež • Gradac • Grahovci • Gromiljak • Gunjače • Hadrovci • Han Ploča • Hercezi • Homolj • Hrastovi • Ivica • Jehovac • Katunište • Kazagići • Kiseljak • Kotačala • Kovači • Krčevine • Križići • Kuliješ • Lug • Ljetovik • Mahala Gomionica • Mahala Višnjica • Male Sotnice • Markovići • Maslinovići • Medovci • Medovići • Miroševići • Mrakovi • Odrače • Paretak • Pariževići • Pobrđe Milodraž • Pobrđe Orahovo • Podastinje • Podastinjsko Brdo • Polje Višnjica • Potkraj • Radanovići • Radeljevići • Rauševac • Rotilj • Solakovići • Stojkovići • Svinjarevo • Šahinovići • Toplica • Tulica • Velike Sotnice • Višnjica • Zabrđe • Završje • Žeželovo

## 人口動態

### 1971年
合計18,335人
- クロアチア人 - 10,389人 (56,66%)
- ボシュニャク人 - 6,822人 (37,20%)
- セルビア人 - 924人 (5,03%)
- ユーゴスラビア人 - 55人 (0,29%)
- その他 - 145 人(0,82%)

### 1991年
合計24,426人
- クロアチア人 - 51.61%
- ボシュニャク人 - 40.92%
- セルビア人 - 3.11%
- ユーゴスラビア人 - 2.48%
- その他 - 1.88%[1]

### 2005年
クロアチア人が73%、ボシュニャク人が26%を占める。